# Ernst Stahmer
Ernst Stahmer (* 30. Juli 1867 in Oesede (Georgsmarienhütte); † 12. Mai 1929 in Georgsmarienhütte) war ein Stahlfabrikant und Präsident der Industrie- und Handelskammer Osnabrück.

## Leben
Sein Vater Carl Stahmer (1833–1905) war 1854 als Schmiede- und Schlossermeister aus Clausthal-Zellerfeld zur Beckeroder Eisenhütte bei Hagen a.T.W. gekommen. Er arbeitete ab 1856 bei dem neu gegründeten Georgs-Marien-Bergwerks- und Hüttenverein und führte ab 1862 Schmiedearbeiten auf eigene Rechnung aus. Daraus entstand 1873 eine eigene Schmiede zur Reparatur von Hüttenwagen, in der er seit 1874 auch Schranken und seit 1882 Eisenbahnsignale hergestellt wurden. 1892 wurde sein Sohn Ernst Stahmer Mitinhaber dieser Firma und gründete später zusammen mit seinem Bruder Robert (1859–1926) eine Aktiengesellschaft, die dann als „Vereinigte-Eisenbahn-Signal-Werke“ in der „Siemens & Halske AG“ in Berlin aufging. In Georgsmarienhütte verblieb ein Zweigwerk.
Ernst Stahmer wurde 1911 der Titel Kommerzienrat verliehen. Von 1915 bis 1929 war er Präsident der Industrie- und Handelskammer Osnabrück. 1929 erhielt Stahmer die Würde eines Dr. Ing. h.c. von der Technischen Hochschule Hannover verliehen. Für einen Unternehmer der Gründerzeit typisch, verschaffte er seinen Arbeitern Wohnungen, indem er einen gemeinnützigen Bauverein gründete und unterstützte, der die Siedlung „Karolinenhöhe“ (benannt nach Stahmers Ehefrau) errichtete. Im ehemaligen Wohnhaus seines Bruders Robert befindet sich heute das Museum Villa Stahmer. Seine Tochter Ortrud (1887–1970), seit 1921 mit dem Dipl.-Ing.  Robert Jaffé verheiratet, war Mitinhaberin der Firma. Ihr Vater kaufte zunächst für sich selbst 1913 das naheliegende Rittergut Osthoff für 340.000 Mark. Später ging das Gut in den Besitz seiner Tochter über, die dort Pferde züchtete.
Der Nachlass von Ernst Stahmer wird im Niedersächsisches Landesarchiv (Abteilung Osnabrück) verwahrt.